# Albatross (Schiff, 1920)
Die Albatross, ursprünglich Albatros und zwischenzeitlich Alk genannt, war ein Segelschiff, das 1920 von der staatlichen Schiffswerft in Amsterdam (Niederlande) gebaut wurde. 1960 bis 1961 wurde auf dem Schiff eine Privatschule für US-amerikanische Jugendliche durchgeführt, die neben dem Unterricht das Schiff in die Karibik segelten. Auf der Rückfahrt aus der Karibik sank die Albatross, wobei sechs Menschen – unter ihnen vier der Jugendlichen – ums Leben kamen. Als Untergangsursache nahm der Eigner und Kapitän eine Weiße Bö an, spätere Untersuchungen legten aber auch eine zu geringe Endstabilität (Fähigkeit eines schräg liegenden Schiffes, nicht zu kentern) nahe.
Die letzte Reise der Albatross wurde Grundlage von Ridley Scotts stark fiktionalisiertem Film White Squall – Reißende Strömung aus dem Jahr 1996.

## Geschichte
Das Schiff wurde als zweimastiger Schoner getakelt und für eine Schiffsbesatzung von 19 Personen ausgelegt. Die Albatros, später Alk, befuhr fast zwei Jahrzehnte die Nordsee, bevor sie 1937 von der damaligen deutschen Regierung gekauft wurde. Zwölf Jahre später, nach Ende des Zweiten Weltkriegs, wurde die Albatros 1949 von der Royal Rotterdam Lloyd gekauft, um sie als Schulschiff für die Offiziersausbildung einzusetzen. Ihre kompakte Größe machte sie ideal für diese Aufgabe, da die zwölf Offizieranwärter auf diese Weise von den Ausbildern und der professionellen Seemannschaft (insgesamt sechs Seeleute) gezielt unterrichtet werden konnten. Während der niederländischen Eignerschaft befuhr die Albatros primär die Nordsee und unternahm selten weitere Fahrten nach Spanien und Portugal.
Der US-amerikanische Flieger, Schriftsteller und Segler Ernest K. Gann (* 1910; † 1991) kaufte die Albatros schließlich 1956, takelte sie zur Brigantine um und änderte ihren Namen gemäß der englischen Schreibweise in Albatross. Als solche befuhr sie für fast drei Jahre den Pazifik. 1959 erwarb die Ocean Academy Ltd. von Christopher B. Sheldon und seiner Ehefrau Alice Strahan Sheldon, mit Sitz in Darien in Connecticut, das Schiff, um es erneut als Ausbildungsschiff zu nutzen. In den folgenden Jahren planten die Sheldons ein Ausbildungsprogramm in Form einer Privatschule an Bord. Bis zu 14 Schüler wurden als Mitsegler in den Bordalltag integriert und zugleich an Bord in regulären Schulfächern unterrichtet, während sie von den Bermuda-Inseln in die Karibik und den östlichen Pazifik (Galapagosinseln) segeln würden. Von den angelaufenen Häfen aus sollten zusätzlich meist eintägige Ausflüge stattfinden.
Im Herbst 1960 lief die Albatross zur ersten Ausbildungsfahrt aus. Am 2. Mai 1961 wurde das Schiff etwa 125 Seemeilen westlich der Inselgruppe der Dry Tortugas – während der Überfahrt von Progreso in Mexiko nach Nassau auf den Bahamas – von einer Bö getroffen und sank fast augenblicklich. Bei dem Unglück ertranken die Lehrerin Alice Sheldon, der Smut George Ptacnik sowie die Schüler Rick Marsellus, Robin Wetherall, John Goodlett und Chris Coristine. Christopher Sheldon, der bei Eintreffen der Bö an Deck war, hielt sie für das insbesondere damals umstrittene Wetterphänomen einer Weißen Bö, also einer ohne sichtbare Vorzeichen auftretenden, sehr starken Bö. Kritiker dieser Sicht verweisen auf mögliche Stabilitätsprobleme durch Bauart, Takelung und Segelfläche sowie seinem relativ dazu geringen Ballast. Danach hätte es möglicherweise keiner extremen Ausnahme-Bö bedurft, um die Albatross zum Kentern zu bringen (z. B. Parrott, 2000).

## Folgen und Rezeption
Die Überlebenden wie der Schüler Charles Gieg und der Englischlehrer Richard E. Langford arbeiteten ihre Erfahrungen in entsprechenden Büchern auf.
Obwohl die Albatross nicht unter US-Flagge gesegelt war, veranlasste ihr Verlust die US-Küstenwache, die Anforderungen an die Konstruktion und Stabilität von Segelschulschiffen zu überarbeiten. Die neuen Regeln wurden im „Sailing School Vessels Act“ von 1982 zusammengefasst.
Die letzte Fahrt der Albatross war Grundlage des 1996 von Ridley Scott gedrehten Films White Squall – Reißende Strömung.